# Йоан де Грокейо
Йоан де Гроке́йо, (лат. Johannes de Grocheio (або Grocheo), фр. Jean de Grouchy) — французький теоретик музики кінця XIII століття.

## Біографічні відомості
Біографічні відомості про Івана де Грокейо відсутні. Авторське зауваження в єдиному збереженому трактаті з умовною назвою «Про музику» (De musica, близько 1300) про «молодих друзів», що допомагали йому за часів життєвих випробувань, імовірно, свідчать про його незнатне походження. Магістр Паризького університету в пору його розквіту, Йоан де Грокейо ввібрав новітні досягнення філософії і теології свого часу, особливо «математичних» дисциплін квадрівія. У плані трактату і логіці розгляду об'єктів музичної науки проглядається бажання наслідувати філософському вченню Арістотеля, особливо його гілеморфізму. Наприклад, музичний інтервал розуміється як матерія музики і одночасно як форма, обумовлена числом; у вокальній музиці текст є матерією, в яку «вводиться» муз. форма, і т. д.

## Вчення про музику
Грокейо дає власне визначення музики — як теоретичної «науки про число, віднесене до звуків» і одночасно практичного знання, спрямованого на навчання музиканта («музика» як звід дидактичних рекомендацій). Іронічно відкидаючи вчення Боеція про «світову» і «людську» музику («та й хто чув, щоб людський організм звучав?»), автор пропонує власну її класифікацію. Найважливіші категорії у класифікації Грокейо:
- популярна музика (cantus publicus), мається на увазі музика усної традиції;
- вчена музика (musica composita, також звана «regularis», «canonica», «mensurata»), тут розглядаються багатоголосні форми: органум, гокет і найбільш складна і вишукана — багатотекстовий мотет;
- церковна музика (cantus eccleciasticus); богослужбовий одноголосний спів, Григоріанський хорал (cantus planus).

Унікальною для Середньовіччя виглядає деталізація сучасної авторові паризької музики, що нестрого підрозділяється їм на «просту» (simplex), «вітчизняну», або «місцеву» (civilis) і «просторічну» (тобто вульгарною говіркою, vulgaris). До останньої категорії автор включає шансон, естампи, рондó, загадкову «продукцію» і деякі інші жанри менестрельної музики.
У великій класифікації музичних інструментів («природним інструментом» Грокейо називає голос людини, «штучним інструментом» — музичний інструмент у звичному нам розумінні) автор трактату виділяє віел як інструмент, що володіє широкими художніми і формальними можливостями.
Серед цінних музично-теоретичних спостережень — чітка диференціація інтервалів на вертикальні і горизонтальні. Для цієї мети переосмислюються традиційні в теорії терміни «консонанс» і «конкорданс». Термін «консонанс» резервується тільки для вертикальної милозвучності, «конкорданс» стосується тільки горизонтальної. Нарешті, Грокейо стверджує, що багатоголосна музика не підкоряється законам ладової організації церковної монодії (втім, альтернативи у вигляді вчення про багатоголосні лади вчений не дає). Ця констатація — надзвичайна рідкість для середньовічної науки про музику.

## Сприйняття
Незважаючи на яскраву своєрідність трактату, вчення Йоана де Грокейо у пізнішій історії музики було надовго забуте. У наші дні трактат Грокейо вважається найважливішим джерелом для відновлення картини середньовічної музики, в тому числі він використовується для її реконструкцій в практиці автентичного виконавства.

## Видання трактату і література
- Rohloff E. Die Quellenhandschriften zum Musiktraktat des Johannes de Grocheio. Leipzig, 1972 (издание текста в виде билингвы, с нем. переводом);
- Stockmann D. Musica vulgaris bei Johannes de Grocheo (Grocheio) // Beiträge zur Musikwissenschaft, XXV (1983);
- Fladt E. Die Musikauffassung des Johannes de Grocheo im Kontext der hochmittelalterlichen Aristoteles-Rezeption. München, 1987;
- Лебедев С. Грокейо и Аристотель. Философские предпосылки трактата Иоанна де Грокейо «О музыке» // Старинная музыка в контексте современной культуры. Москва, 1989;
- Saponov M. Ductia und Cantus insertus bei Johannes de Grocheio // Beiträge zur Musikwissenschaft, XXXII (1990);
- Сапонов М. Менестрели. М., 1996;
- Lebedev S. Zu einigen loci obscuri bei Johannes de Grocheio // Quellen und Studien zur Musiktheorie des Mittelalters, Bd.2, hrsg. v. M.Bernhard. München, 1997.